# Orge commune
Hordeum vulgare
Pour les articles homonymes, voir Orge.
Espèce
Classification phylogénétique
Statut de conservation UICN

 LC  : Préoccupation mineure
L’orge commune (Hordeum vulgare) est une espèce de plante à fleurs de la famille des Poaceae, sous-famille des Pooideae. C'est une céréale à paille. Elle fait partie des plus anciennes céréales cultivées. C'est une plante herbacée annuelle bien adaptée au climat méditerranéen du fait de sa rusticité. Elle constituait ainsi la principale céréale de l'agriculture mésopotamienne puis grecque antique et était consommée sous forme de bière, de galette ou de bouillie (maza). L'orge pousse aussi bien sous les tropiques qu’à 4 500 m d’altitude au Tibet.
Le mot orge est féminin, mais les termes orge mondé et orge perlé sont masculins.
L'orge commune est caractérisée par ses épis aux longues barbes. Elle fait partie des plantes appelées couramment « herbe à chat ».

## Description
Hordeum vulgare est une plante herbacée annuelle, à tiges dressées, robustes, poussant en touffes et pouvant atteindre de 60 à 120 cm de haut.
Les feuilles peu nombreuses sont alternes, au limbe linéaire-lancéolé, la feuille supérieure très proche de l'épi.
Le limbe foliaire peut atteindre 25 cm de long sur environ 1,5 cm de large
La gaine est lisse, striée, avec une ligule courte et membraneuse.

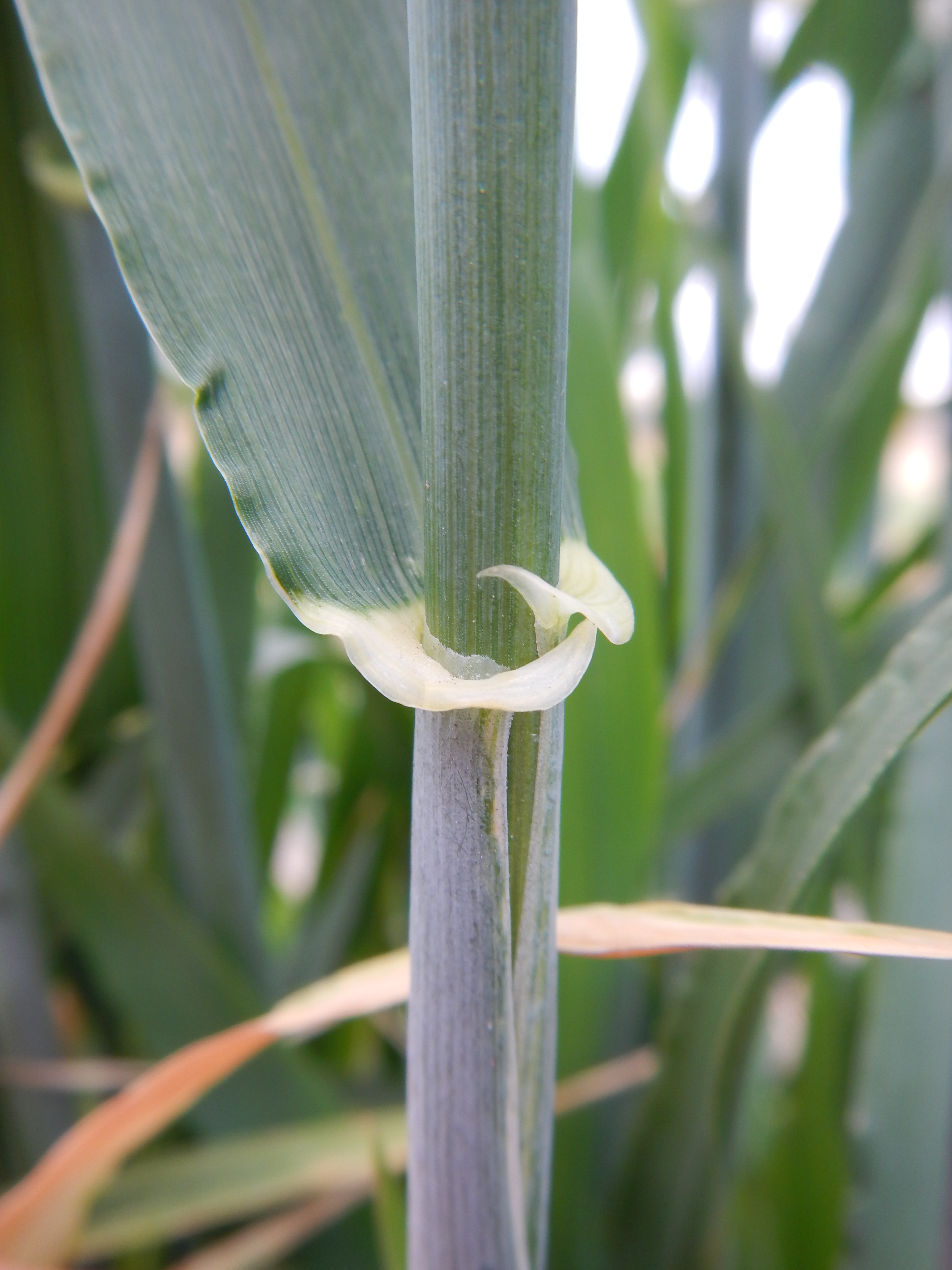
Ligule auriculée.
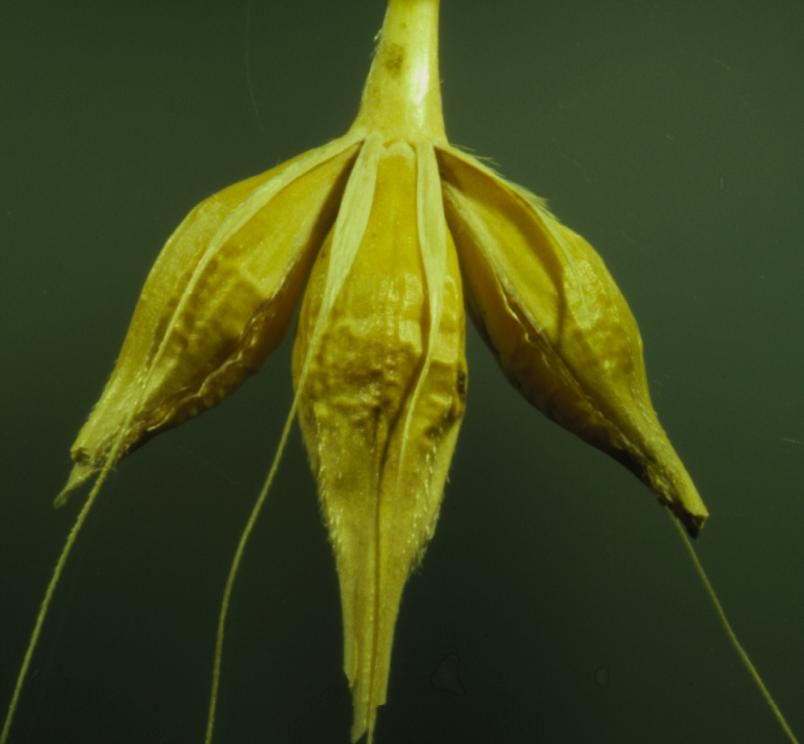
Groupe de trois épillets fertiles chez une variété d'orge à six rangs.
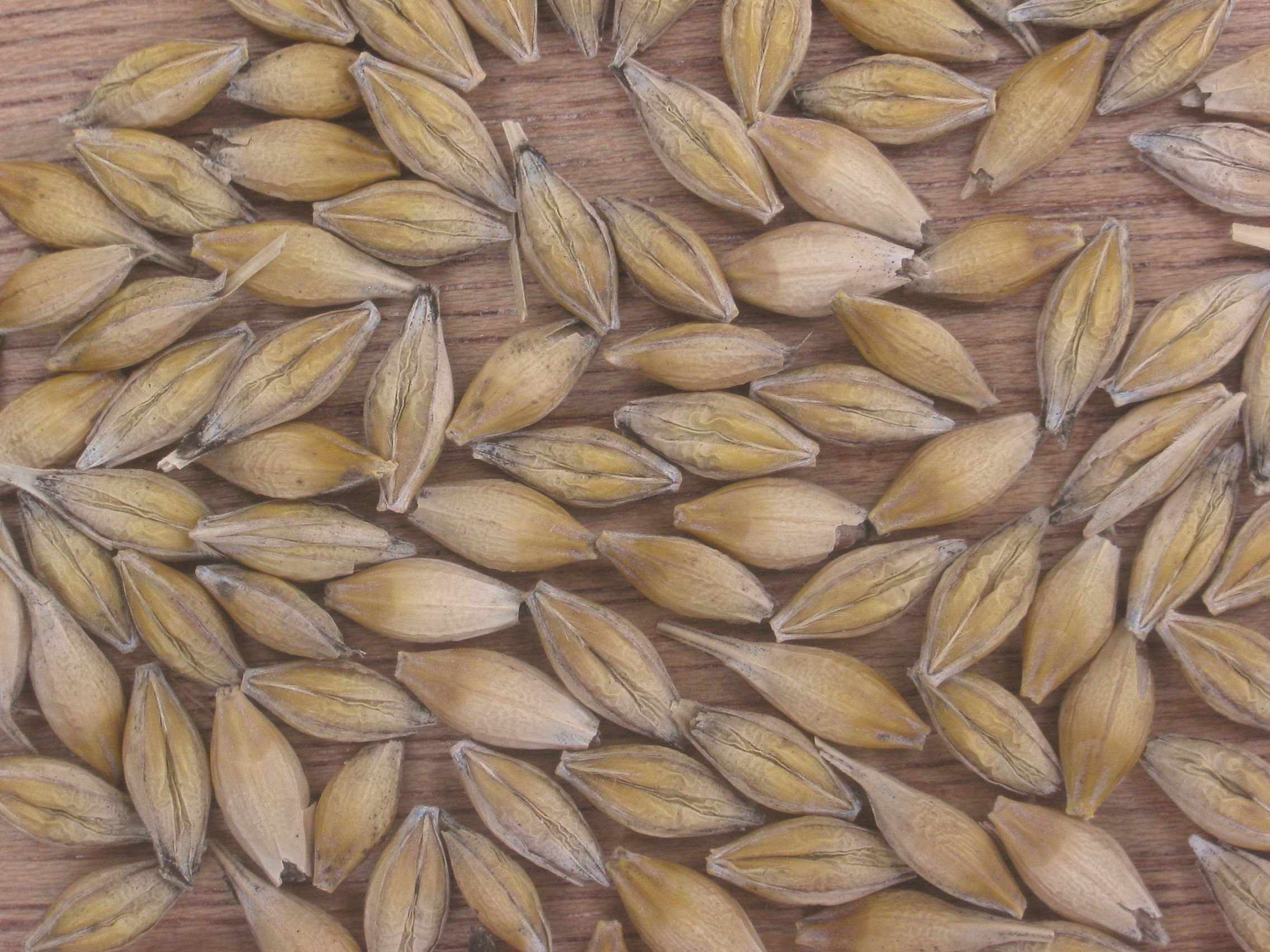
Grains d'orge « vêtus » (glumelles adhérant au caryopse).
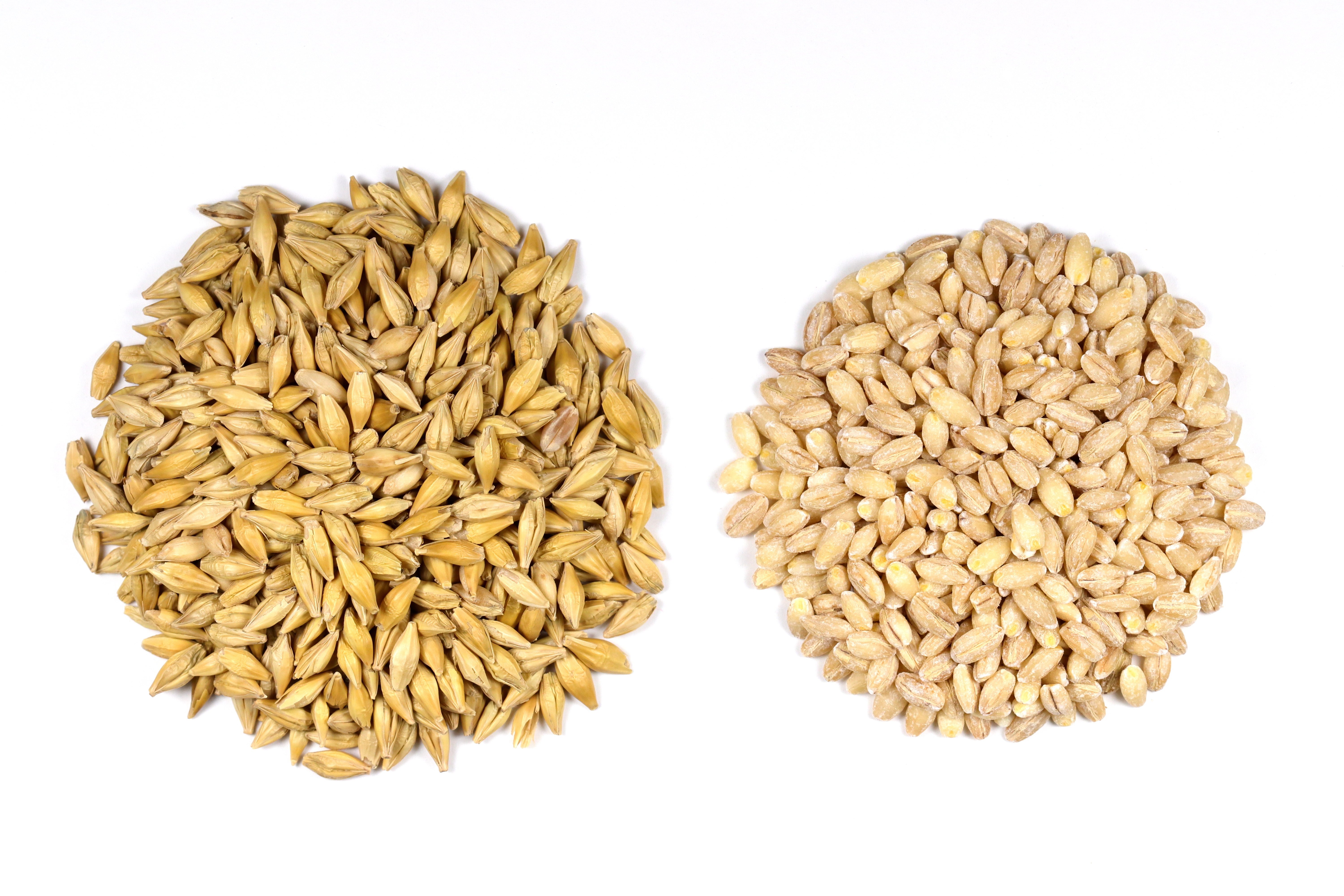
Grains d'orge décortiqués (à droite) et non-décortiqués (à gauche).

L'inflorescence est un épi terminal pouvant atteindre 20 cm de long, comprimé, de forme linéaire oblongue. Les épillets, sessiles, sont disposés trois par trois (triplets caractéristiques du genre Hordeum) sur les deux côtés d'un rachis aplati. Ces épillets sont tous fertiles chez les variétés d'orge à 6 rangs, tandis que chez les orges à 2 rangs les épillets latéraux sont stériles ou rudimentaires. Chaque épillet est entouré par deux glumes étroites, petites, portant une arête courte. La lemme lancéolée, présentant 5 nervures, est prolongée par une longue arête droite ou recourbée. La paléole est légèrement plus petite que la lemme, avec les marges infléchies. On compte trois étamines par fleuron.
Le fruit est un caryopse de forme ellipsoïde, d'environ 0,9 cm de long, se terminant en pointe courte, rainuré sur la face interne, lisse, libre (chez les variétés d'orge à grains nus) ou adhérent à la paléole, ou à la fois à la lemme et à la paléole (chez les variétés d'orge à grains vêtus). On compte en moyenne 30 870 grains par kilogramme.

## Distribution et habitat
Hordeum vulgare est probablement originaire du Moyen-Orient, jusqu'à l'Afghanistan et au Nord de l'Inde.
Cette espèce est la céréale cultivée qui a de nos jours la plus vaste distribution, étant présente dans toutes les régions tempérées du globe, depuis le cercle Arctique jusqu'aux hautes montagnes des régions tropicales.
Les restes les plus anciens connus, datant d'environ 7500 avant J.-C., ont été trouvés en Iran, mais on ne sait toujours pas si son aire originelle se trouve en Égypte, en Éthiopie, au Proche-Orient ou au Tibet.
Géographiquement, l'orge commune est par exemple cultivée depuis Alta en Norvège (70º de latitude nord) jusqu'à Tombouctou au Mali (environ 17º de latitude nord). Dans les Amériques, cette culture se retrouve depuis 65º de latitude nord en Alaska jusqu'à 53º de latitude sud dans le sud du Chili.

## Histoire

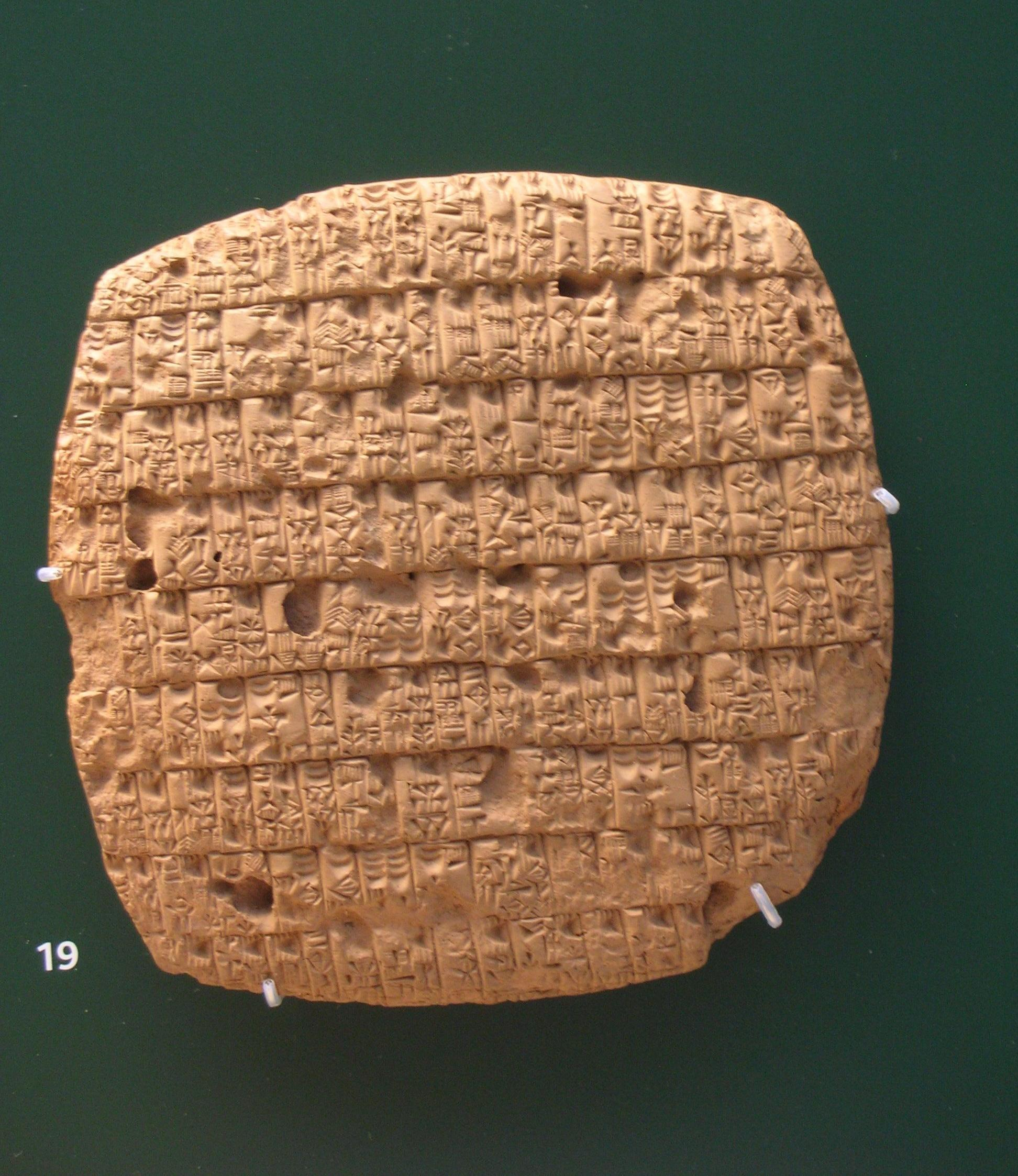
Tablette d'argile en écriture cunéiforme, datant de l'an 4 du règne d'Urukagina (vers 2350 avant J.-C.), provenant de Girsu (Irak), montrant un décompte des rations mensuelles d'orge attribuées aux adultes (30 pintes) et aux enfants (20 pintes) - British Museum (Londres).

L'orge commune est l'une des premières céréales domestiquées. Elle est attestée dans le Croissant fertile, région d'Asie occidentale relativement bien pourvue en eau, et dans la vallée du Nil dans le nord-est de l'Afrique, il y a près de 15 000 ans. Dès l'Antiquité, de l'orge est utilisée pour faire de la bière dans des microbrasseries en Égypte et en Chine, il y a 5 000 ans.
Cette céréale est apparue à la même époque que l'engrain et l'amidonnier.
L'orge sauvage (Hordeum vulgare subsp. spontaneum) s'étend de l'Afrique du Nord et de la Crète à l'ouest jusqu'au Tibet à l'est.
La première preuve de l'existence de l'orge sauvage dans un contexte archéologique remonte à l'Épipaléolithique sur le site d'Ohalo II à l'extrémité méridionale du lac de Tibériade. Les restes ont été datés à environ 8500 ans av. J.-C..
La première apparition de l'orge cultivée se rencontre sur des sites du Néolithique acéramique (« pré-poterie ») au Proche-Orient, tels que les couches du Néolithique précéramique B du Tell Abu Hureyra en Syrie. En 4200 av. J.-C., l'orge cultivée est présente jusque dans l'est de la Finlande.
L'orge est cultivée dans la péninsule coréenne depuis le début de la période de la céramique Mumun (vers 1500-850 av. J.-C.), ainsi que d'autres plantes telles que le millet, le blé et les légumineuses.
Dans l'Europe médiévale, le pain fabriqué à partir d'orge et de seigle était la nourriture de base des paysans, tandis que les classes supérieures consommaient des produits à base de blé.
Les pommes de terre se sont largement substituées à l'orge en Europe de l'Est au cours du XIXe siècle.

## Génétique
Le génome de l'Orge cultivée a été séquencé en 2012, grâce aux efforts du consortium international de séquençage de l'orge (IBSC, International Barley Sequencing Consortium) et du consortium britannique de séquençage de l'orge (UK Barley Sequencing Consortium).
Ce génome est composé de sept paires de chromosomes nucléaires (désignations recommandées : 1H, 2H, 3H, 4H, 5H, 6H et 7H), d'un génome mitochondrial et d'un génome chloroplastique, avec un total de 5000 Mbp
Des informations biologiques abondantes sur le génome de l'orge sont déjà accessibles gratuitement dans plusieurs bases de données.

## Taxinomie

### Synonymes
Selon Catalogue of Life (19 novembre 2016) :

### Liste des sous-espèces et variétés botaniques
Selon Tropicos (19 novembre 2016) (Attention liste brute contenant possiblement des synonymes) :

### Variétés cultivées (cultivars)
Parmi les variétés cultivées (ou cultivars), on distingue dans les champs les « orges d’hiver », les « orges de printemps » et les « escourgeons ».
Les « orges d'hiver » au sens général sont résistantes au froid environ jusqu'à −15 °C, elles ont des épis plats à deux rangs de grains. Elles se sèment fin septembre - début octobre, ayant besoin d’être bien installées avant l’hiver.
Les « orges de printemps », sensibles au gel, au cycle végétatif plus court, se sèment en février - mars. Il en existe plus de 1 000 variétés. Leur culture est assez exigeante.
Les escourgeons représentent des variétés d'orge à six rangs, c'est-à-dire avec des épis cylindriques à six rangs de grains. Il s'agit d'un point de vue cultural d'une orge d'hiver, qui présente à peu près les mêmes caractéristiques culturales et de résistance au froid que les orges d'hiver ci-dessus.
Les grains arrondis et marqués d'un trait dans la longueur sont présentés « mondés » (complets) ou « perlés » (polis et raffinés).
Quelques variétés cultivées en France :
- d'hiver à 2 rangs : Amillis, Augusta, Campanile, Fouga, KWS Cassia...
- d'hiver à 2 rangs brassicoles : Arcadia, Astrid, Malicorne, Vanessa, etc.
  - d'hiver à 6 rangs : Amistar, Atenon, Etincel, Isocel, KWS Tonic, Passerel, Touareg...
- de printemps à 2 rangs : Bérénice, Galaxis, KWS Dante, Marigold, Yvette, etc.
- de printemps à 2 rangs brassicoles : Arcadia, Astoria, Béatrix, Brennus, Explorer, KWS Fabienne, Névada, etc.
- hybride d'hiver à 6 rangs : Bagoo, Hobbit, Smooth, etc.

Plus de 600 variétés sont inscrites au Catalogue officiel français des espèces et variétés créées par près de 20 entreprises de sélection et plus de 1300 sont inscrites au Catalogue européen.

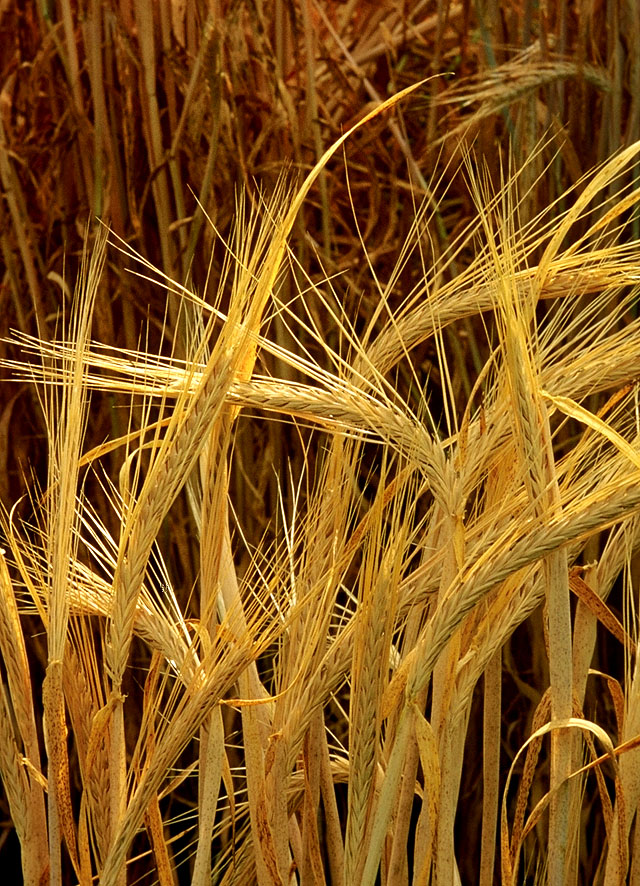
Épis à maturité
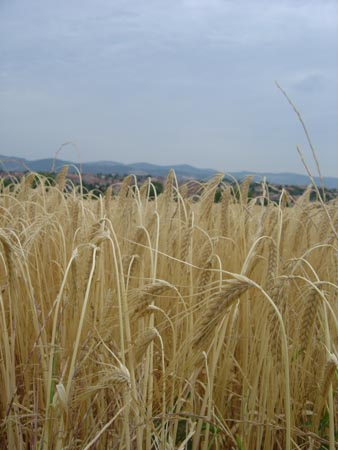
Orge brassicole
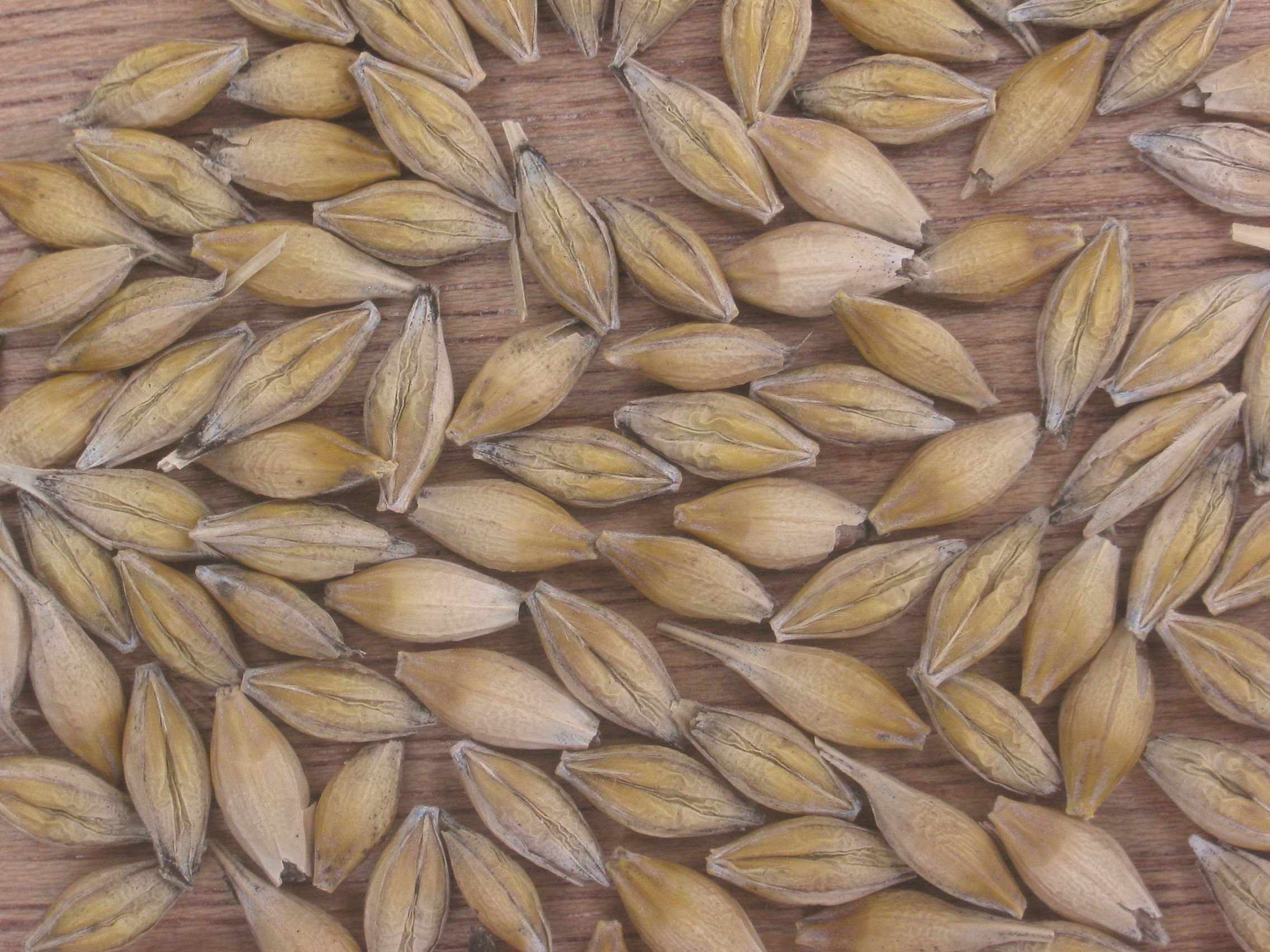
Grain
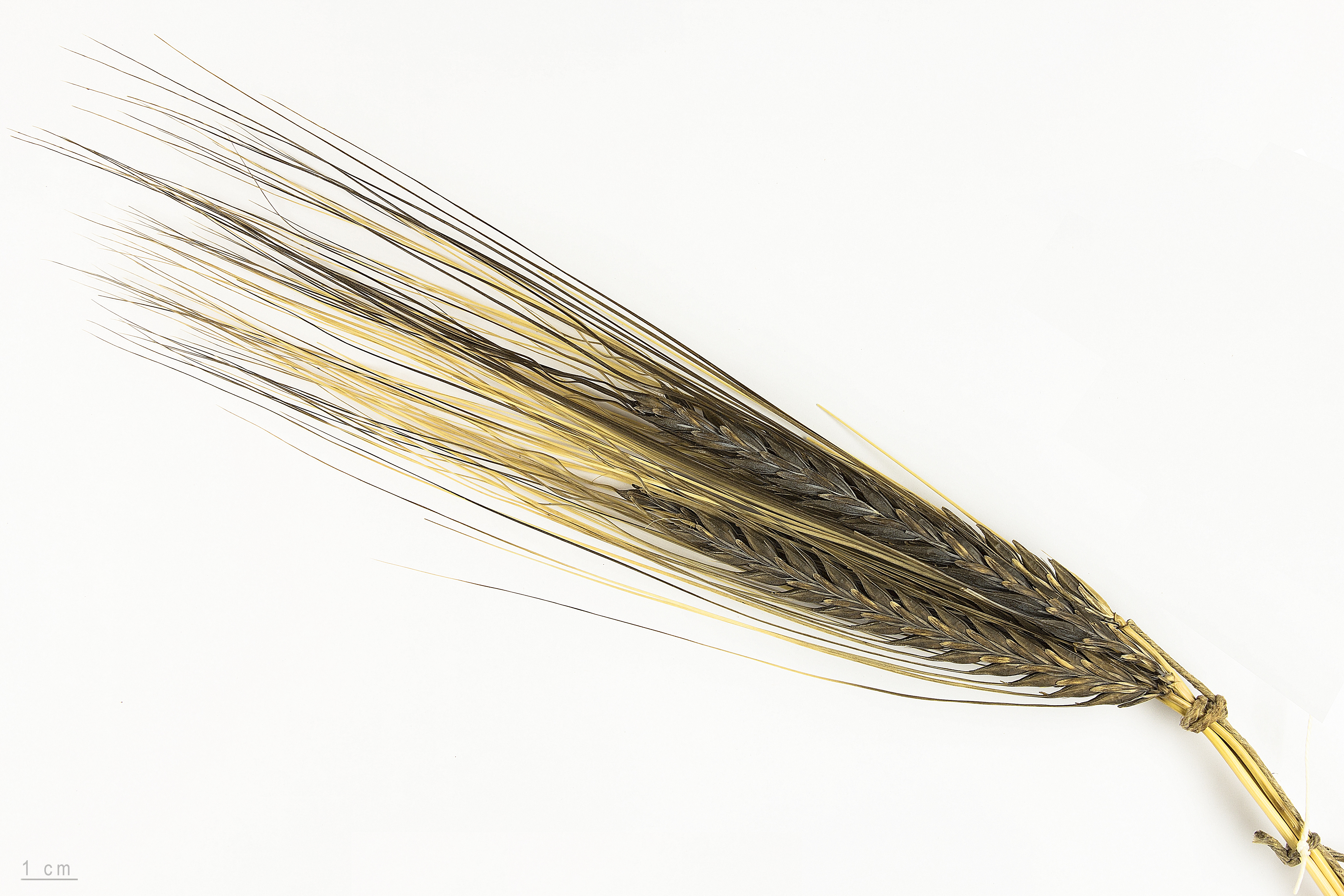
Hordeum vulgare - Muséum de Toulouse

## Production

### Production mondiale
En 2014, la production mondiale d’orge s'est élevée à 144 millions de tonnes pour une surface emblavée de 49,5 millions d’hectares, soit un rendement moyen de 29,1 quintaux par hectare (source FAO).
|             | Pays        | Surface cultivée (milliers ha) | Rendement (kg/ha) | Production (Mt) | % mondial |
| ----------- | ----------- | ------------------------------ | ----------------- | --------------- | --------- |
| 1           | Russie      | 9 002                          | 2 271             | 20 444          | 14,2 %    |
| 2           | France      | 1 770                          | 6 651             | 11 771          | 8,2 %     |
| 3           | Allemagne   | 1 574                          | 7 347             | 11 563          | 8,0 %     |
| 4           | Australie   | 11 368                         | 807               | 9 174           | 6,4 %     |
| 5           | Ukraine     | 3 003                          | 3 012             | 9 046           | 6,3 %     |
| 6           | Canada      | 2 136                          | 3 333             | 7 119           | 4,9 %     |
| 7           | Espagne     | 2 786                          | 2 489             | 6 934           | 4,8 %     |
| 8           | Royaume-Uni | 1 080                          | 6 399             | 6 911           | 4,8 %     |
| 9           | Turquie     | 2 719                          | 2 317             | 6 300           | 4,4 %     |
| 10          | États-Unis  | 989                            | 3 893             | 3 849           | 2,7 %     |
| 11          | Danemark    | 604                            | 5 870             | 3 548           | 2,5 %     |
| 12          | Pologne     | 808                            | 4 052             | 3 275           | 2,3 %     |
| 13          | Iran        | 1 780                          | 1 804             | 3 212           | 2,2 %     |
| 14          | Argentine   | 889                            | 3 264             | 2 901           | 2,0 %     |
| 15          | Kazakhstan  | 1 914                          | 1 260             | 2 412           | 1,7 %     |
| Total monde | Total monde | 49 565                         | 2 912             | 144 334         | 100 %     |

### Production française
En 2022 la production d’orges d’hiver atteint en France 8,25 millions de tonnes, pour une surface cultivée de 1 268 000 hectares, soit un rendement de 65 quintaux à l’hectare. La principale région productrice est la région Centre. Les surfaces consacrées aux orges de printemps sont de 555 000 hectares.

## Utilisation
Au niveau mondial, l'utilisation de l'orge se répartit entre l'alimentation animale (55 à 60 %), la production de malt (30 à 40 %), l'alimentation humaine (2 à 3 %) et la production de semences (5 %).

### Alimentation animale
L’orge, céréale secondaire, est une importante ressource énergétique en alimentation animale (orge de mouture) mais pauvre en protéines, elle demande à être complétée.

### Malterie
En alimentation humaine, son principal débouché est la brasserie. L’orge, après avoir subi l'opération de maltage donne le malt, dont le produit de fermentation est la bière. Les malteurs sont exigeants en termes de calibrage et de teneur en protéines. L'orge de qualité optimale doit avoir une humidité inférieure à 14,5 %, un taux de protéines compris entre 9,5 % et 11,5 %, une énergie germinative supérieure à 95 %, ainsi qu'un calibrage (grains dont la taille est supérieure à 2,5 mm) supérieur à 90 %. Ce sont les variétés de printemps qui ont leur préférence.

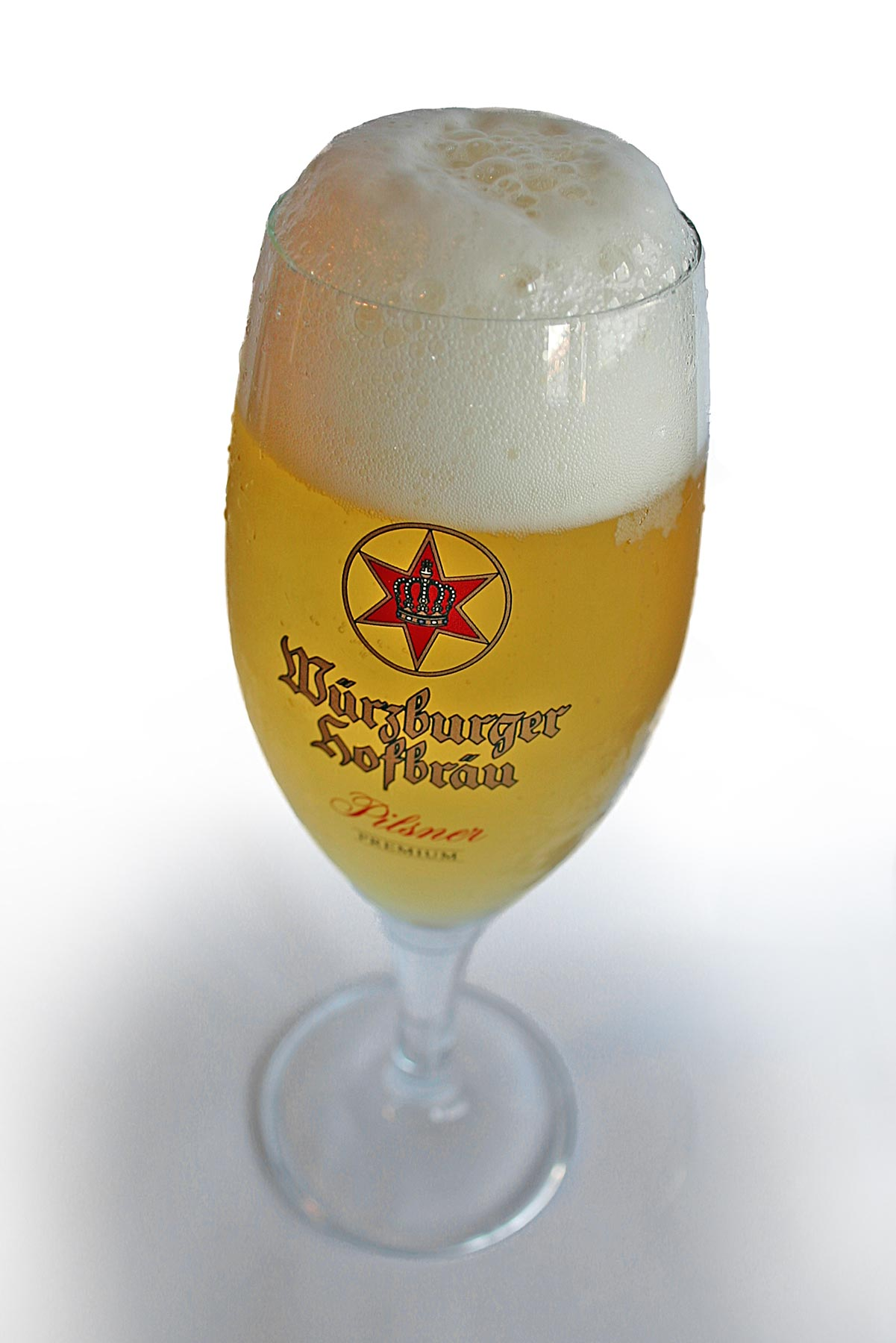
La bière est produite à partir de grains d'orge.

Le malt d'orge sert également à la production du whisky.
Le sirop d'orge malté, un concentré édulcorant, est produit à partir des grains d'orge maltée.

### Alimentation humaine

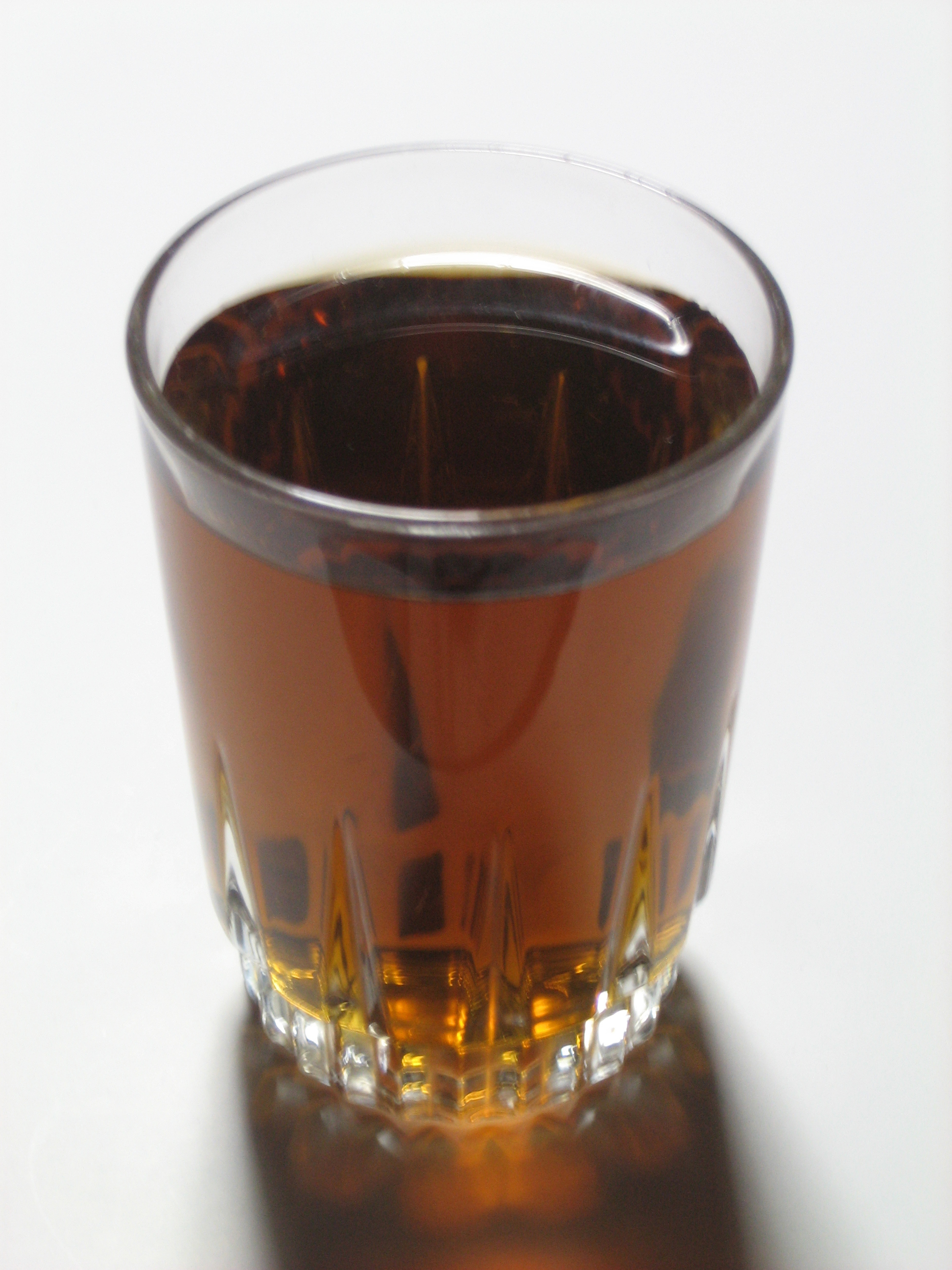
Verre de café d'orge.

L’orge est réputée pour favoriser une bonne digestion et pour son apport en fibres, vitamines du groupe B, sélénium, phosphore, fer, zinc, cuivre et magnésium. Elle contient huit acides aminés essentiels et a une action favorable sur le taux de sucre dans le sang, le cholestérol et la flore intestinale.
L'orge est riche en bêta-glucane, une fibre soluble. Contrairement à d'autres céréales contenant du bêta-glucane (comme l'avoine et le seigle), l'orge en contient beaucoup dans son endosperme. Par conséquent, alors que d'autres céréales voient leur concentration en bêta-glucane diminuer sous forme perlée, l'orge reste inchangée.
Orge perlée - orge mondée : sous forme de grains, on retrouve notamment l’orge mondée, dont la première enveloppe extérieure a été retirée, mais qui conserve le son et le germe. On retrouve aussi l’orge perlée, dont les grains ont subi de multiples abrasions (on l’a polie pour lui donner l’apparence d’une perle), et perdu le germe ainsi qu’une plus grande couche extérieure, et avec laquelle on peut faire des farines. L’orge mondée est plus nutritive, car elle a conservé la plus grande partie de ses nutriments.
L'orge perlée peut être utilisé en salades composées, avec des légumes, ou ajouté dans les potages.
Dans l'Antiquité, l'orge était l'aliment de base des Grecs qui la consommaient sous la forme d'une galette appelée maza. Celle-ci se confectionnait chez soi et se mangeait en tous lieux. Thucydide (III, 49) évoque ainsi les marins d'Athènes à Mytilène qui s'en nourrissent « sans quitter le banc des rameurs ».
Les Tibétains ont fait de la farine d'orge grillée, appelée tsampa, leur aliment traditionnel de base.
En Afrique du Nord, on fabrique de la semoule d'orge.
Au Maghreb et dans le monde berbère, l'orge est appelé en berbère timẓin de l'Égypte aux Canaries, la présence de ce mot dans toute cette vaste aire géographique attestant de son ancienneté culturale . Cette céréale locale ancienne, l'un des aliments de base de l'alimentation autochtone, fait partie de nombreux mets culinaires de la cuisine berbère . Dans les îles Canaries chez les Guanches autochtones, l'orge était aussi un aliment important de l'alimentation alimentation indigène canarienne et était appelé temossen, tamosen ou temasen, termes issus de la même racine pan-berbère (libyque).
Les Berbères considéraient l'orge comme un remède à tout, et une alliée contre la faim. 
Le jus d'herbe d'orge, à titre de complément alimentaire, vit ses vertus révélées par le pharmacien japonais Yoshihide Hagiwara dans les années 1960. Les jus d'herbes étaient alors déjà en vogue (notamment celui d'herbe de blé), mais le jus d'herbe d'orge, en plus de sa teneur en nombreux micro-nutriments (dont vitamine B9 et Superoxyde dismutase), fut reconnu particulièrement riche en antioxydants (2-O-Glycosylisovitexine / 2-O-GIV).

### Autres
L'orge est également l'une des plantes qualifiées d'« herbe à chat » par le langage populaire, en raison de l'attirance qu'ont les chats pour ses jeunes pousses. Ce sont le plus souvent d'ailleurs des grains d'orge germés ou non (et souvent mélangés avec des graines de sorgho) qui sont vendus sous le nom d'herbe à chat, en profitant parfois d'une confusion avec les véritables herbes-aux-chats.

## Maladies

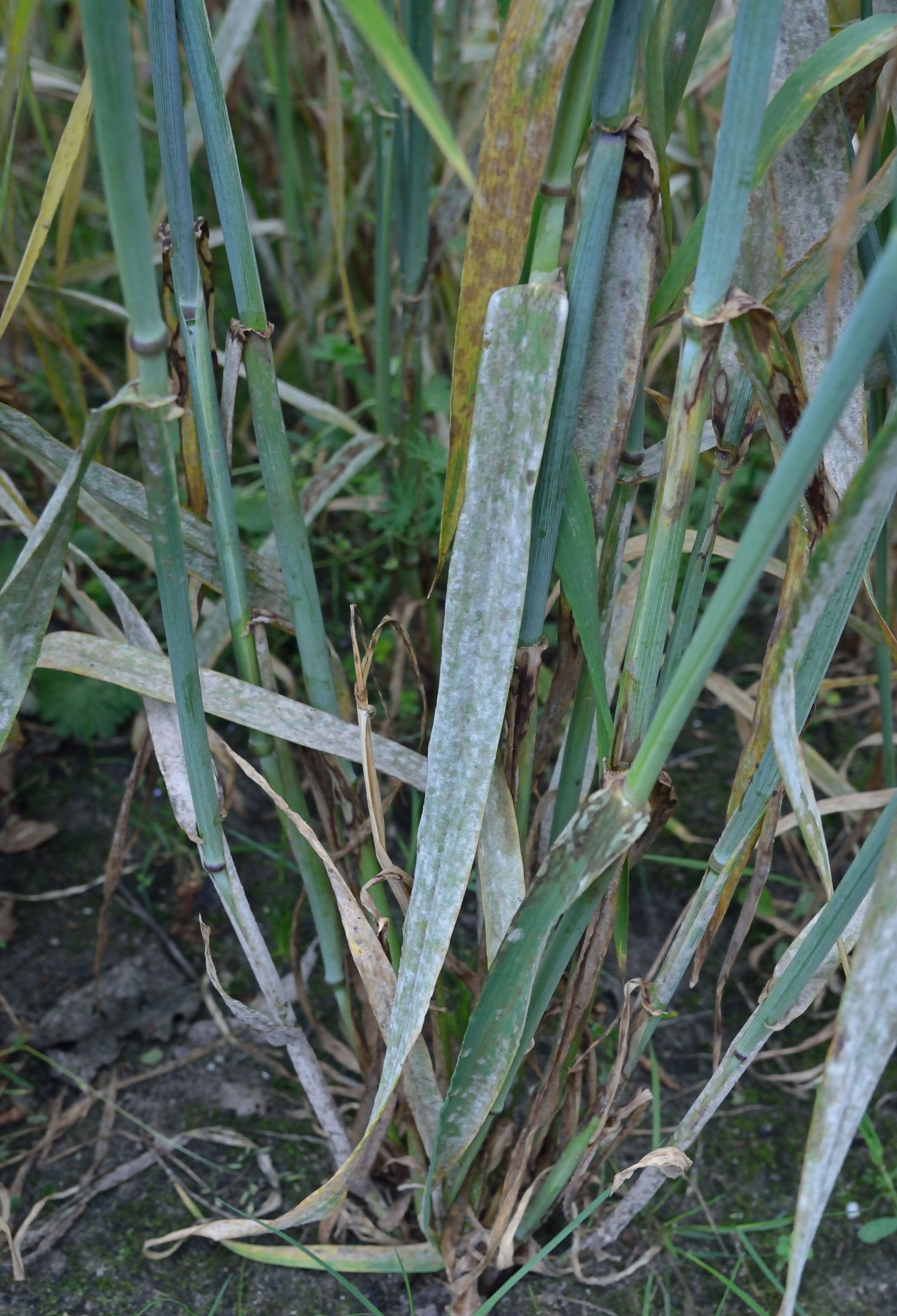
Plan d'orge commune malade

L'orge cultivée peut être sensible à de nombreuses maladies, mais les sélectionneurs se sont efforcés d'incorporer des caractères de résistance dans le génome de divers cultivars. Les dégâts causés par les maladies dépendent de la sensibilité de la variété cultivée, mais aussi des conditions environnementales pendant la période de développement de la maladie.
Cette plante est sensible à diverses maladies virales, notamment au virus de la mosaïque modérée de l'orge (BaMMV, Barley mild mosaic bymovirus),, ou bactériennes comme la glume noire ou brûlure bactérienne due à Xanthomonas translucens pv. translucens.
Parmi les maladies cryptogamiques les plus graves susceptibles d'affecter les cultures d'orge figurent en particulier l'oïdium ou « blanc » causé par Blumeria graminis f.sp. hordei, la maladie des taches brunes causée par Rhynchosporium secalis, la rouille naine causée par Puccinia hordei, la rouille couronnée causée par Puccinia coronata, et diverses maladies (helminthosporiose ou brûlure des épis) dues à Cochliobolus sativus. L'orge est également sensible à la fusariose des épis due à Gibberella zeae (anamorphe :Fusarium graminearum).

### Jaunisse nanisante de l'orge
La jaunisse nanisante de l'orge (JNO) est une maladie due à un virus transmis par les pucerons d'automne (Rhopalosiphum padi). C’est au cours du prélèvement de la sève sur une plante contaminée par des virus que les pucerons acquièrent eux-mêmes les virus, ensuite ils contamineront d'autres plants d'orge lors de leur prise de nourriture.
Le premier symptôme de la jaunisse est le rabougrissement du plant accompagné de la coloration jaune, rouge ou violacée de la pointe des feuilles. Les plants infectés par ce virus se trouvent par plaques de 1-2 m de diamètre, mais peuvent aussi être distribuées uniformément à la grandeur du champ si les pucerons y pullulent partout. Les pertes de rendement sont étroitement liées au stade de la culture où se produit l'infection. En général, les pertes sont plus importantes lorsque l'infection se propage aux jeunes plantules à l'automne (> 30 %) plutôt qu'au printemps.
Lorsque les symptômes de jaunissement ou de rougissement apparaissent, il est trop tard pour agir. Le virus de la JNO se multiplie dans le phloème. La présence du virus dans la plante empêche la migration correcte des substances élaborées, ce qui explique un système racinaire moins développé, des grains petits, ridés et de mauvaise qualité. Cependant, les grains d’un champ virosé ne transmettent pas la jaunisse, car il n’y a pas passage du virus dans les grains.

## Calendrier républicain
L'orge voit son nom attribué au 29e jour du mois de vendémiaire du calendrier républicain ou révolutionnaire français, généralement chaque 20 octobre du calendrier grégorien.